# 라마크리슈나

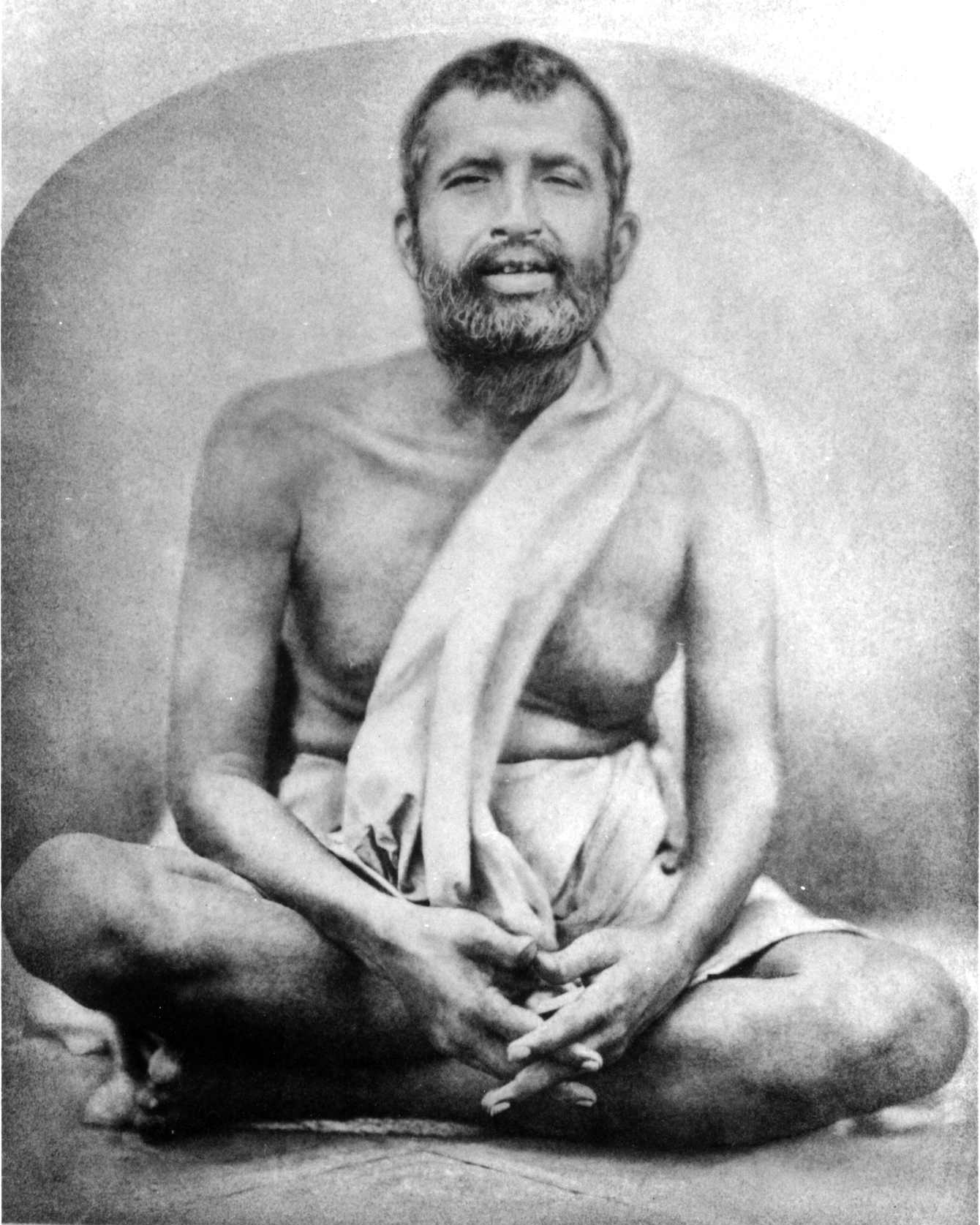
라마크리슈나

라마크리슈나(Ramakrishna, 1836년~1886년)는 인도의 신비주의적 종교가이다. 캘커타 교외의 브라만 집안에서 태어났는데 사원(寺院)의 간부 승이 되어 칼리 여신을 숭배하였다. 너무 열심히 순수하게 숭배했기 때문에 때때로 기도에 열중할 때 삼매(三昧)의 경지에 도달하는 수가 있었는데 후에 숲 속에 들어가 12년 동안의 고행을 하여 신비적 체험을 쌓았다. 명상·고행을 중시하는 열렬한 비슈누파 교도였으나 이슬람교·기독교 등 각 종교에 대한 이해도 깊었으며 종교 진리는 결국 각 종교의 구별을 초월한 곳에 귀결한다고 깨닫게 되었다. 그리하여 끝내 모든 세속적 생활을 이탈한 학문과 덕이 함께 높다고 하는 파라마한사의 존칭을 받기에 이르렀다. 그는 학문에 통달한 것은 아니었으나 샹카라의 베단타 사상에 입각하여 합리주의의 지적 태도로서가 아니라 내발적(內發的)인 열정으로써 설법했기 때문에 많은 공명자를 얻기에 이르렀다.

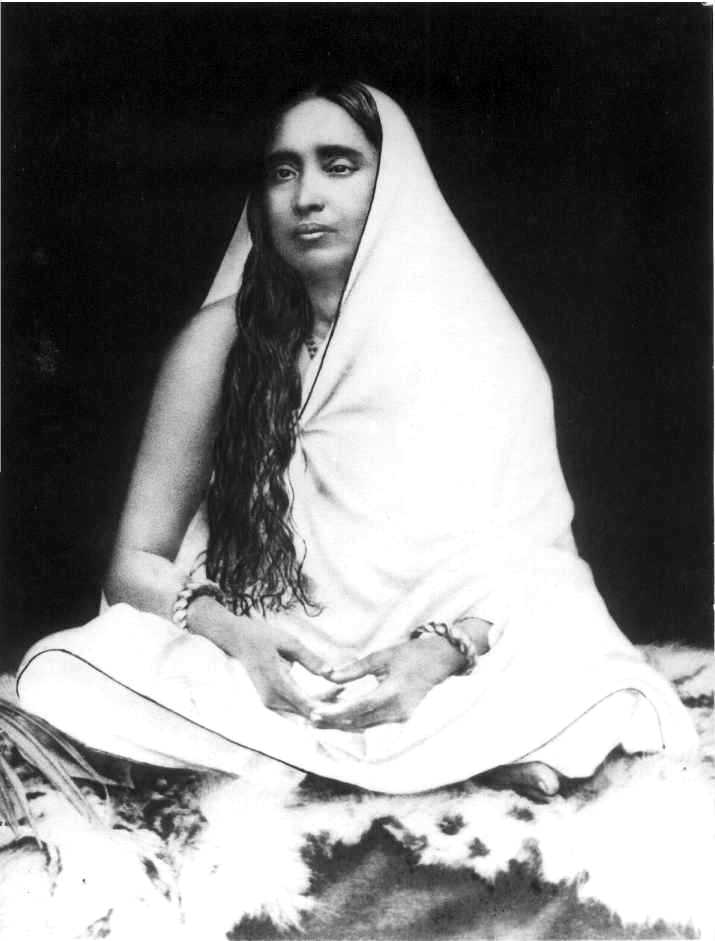
아내, 사라다 데비
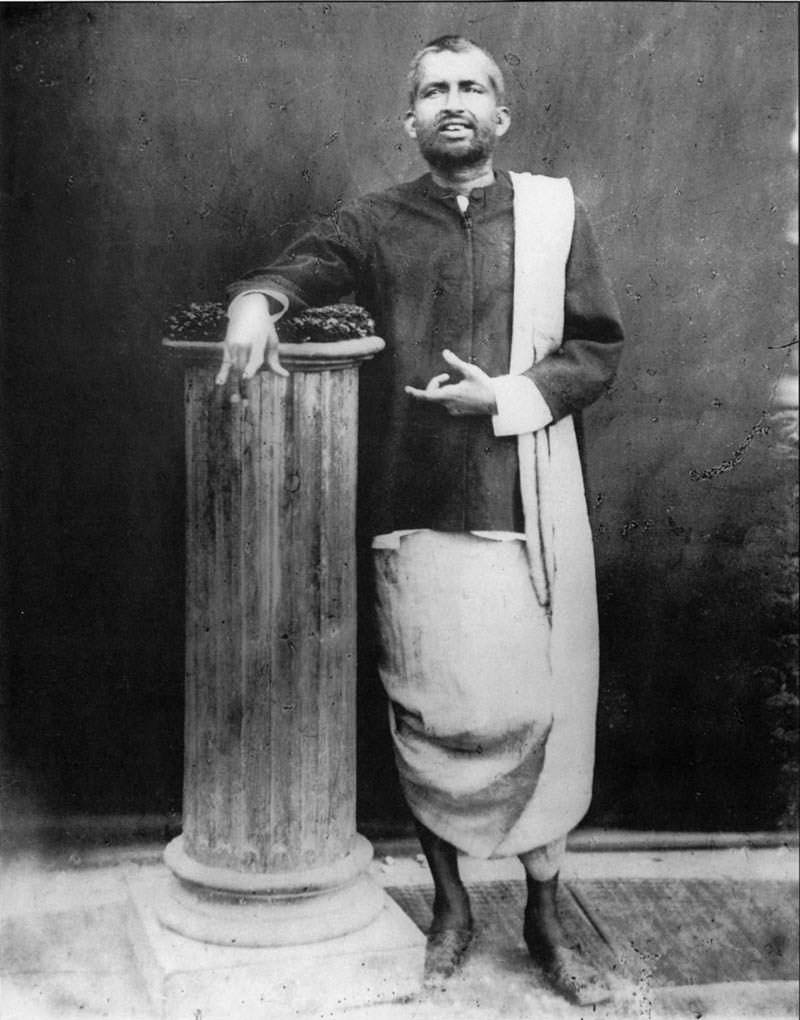
라마크리슈나《콜카타, 1881년》
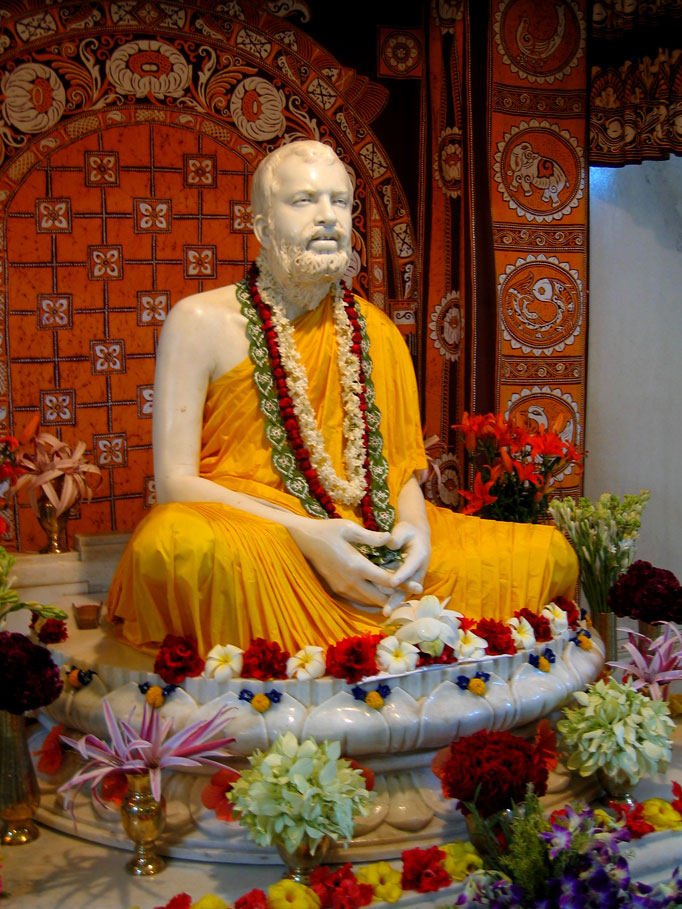
라마크리슈나의 대리석 동상《서벵골 주》
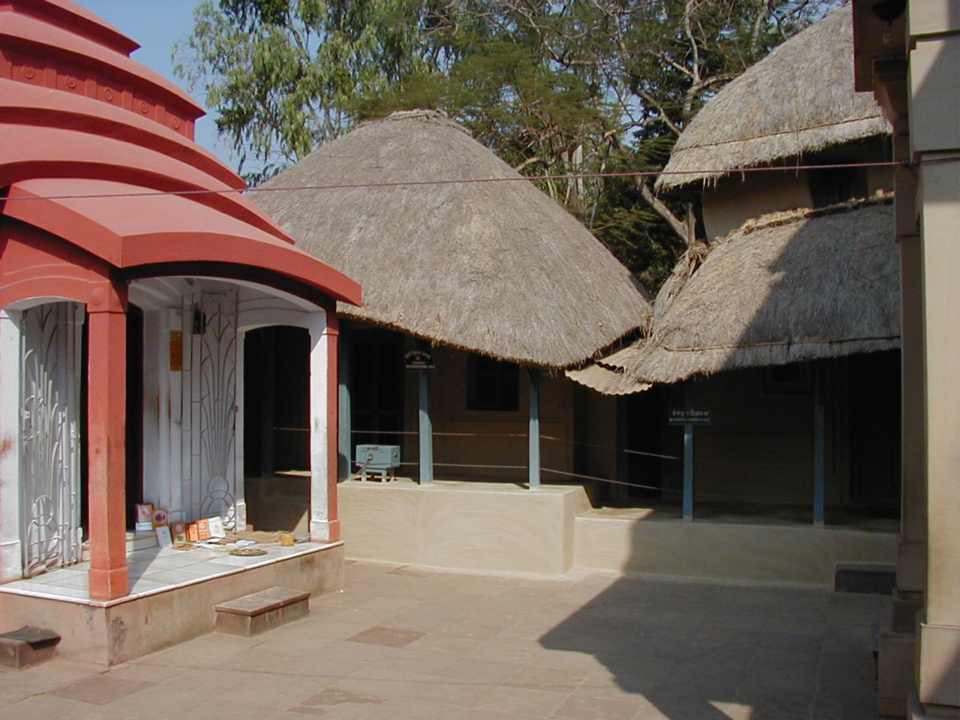
라마크리슈나가 태어난 오두막《카마르푸쿠르》
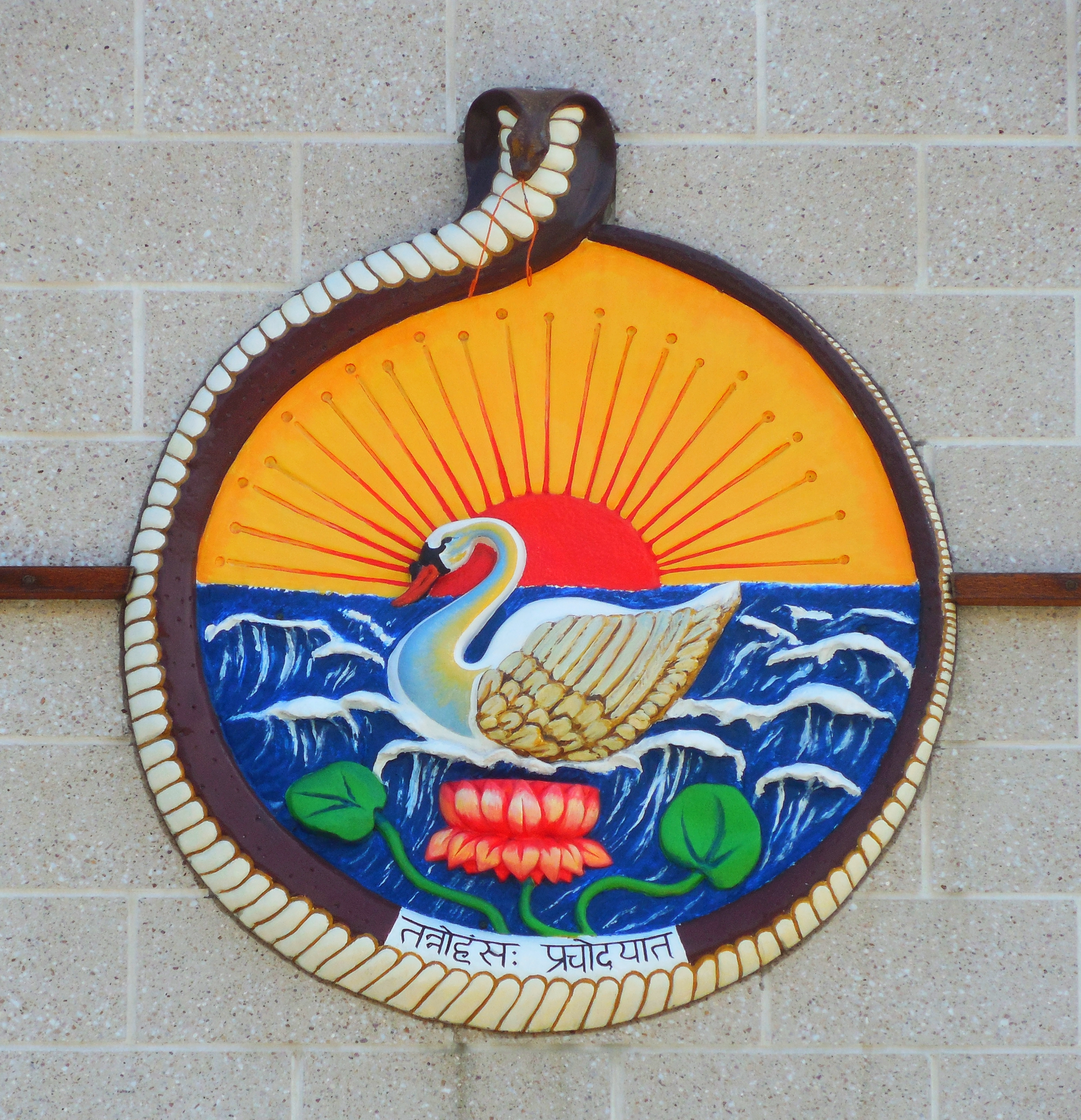
라마크리슈나 미션의 문장

## 참고 문헌
- 이 문서에는 다음커뮤니케이션(현 카카오)에서 GFDL 또는 CC-SA 라이선스로 배포한 글로벌 세계대백과사전의 내용을 기초로 작성된 글이 포함되어 있습니다.